# Mantura rustica
Mantura rustica is een keversoort uit de familie bladkevers (Chrysomelidae). De wetenschappelijke naam van de soort werd in 1766 gepubliceerd door Linnaeus.